# Perissolestes guianensis
Perissolestes guianensis – gatunek ważki z rodziny Perilestidae. Występuje na terenie Ameryki Południowej.